# Letiště Mladá Boleslav
Letiště Mladá Boleslav (LKMB) je malé veřejné letiště v severovýchodní části Mladé Boleslavi, přibližně 50 km severovýchodně od Prahy. Slouží především pro sportovní a rekreační letectví, letecký výcvik a pořádání leteckých dnů. V jeho areálu se nachází také Letecké muzeum Metoděje Vlacha.

## Historie
Historie letectví v Mladé Boleslavi sahá až do roku 1909, kdy tehdy 22letý Metoděj Vlach, zaměstnanec firmy Laurin & Klement, začal experimentovat s konstrukcí vlastního letadla. Vlach sestrojil několik letadel, přičemž jedno z nich bylo vybaveno motorem vlastní konstrukce. Navzdory četným neúspěchům při testech se Vlachovi podařilo postavit jednoplošník, který poprvé vzlétl 8. listopadu 1912 na vojenském cvičišti Radouč v Mladé Boleslavi. Tento den uskutečnil Vlach sedm krátkých letů, avšak při posledním pokusu letadlo poškodil.
V roce 1910 začal na Radouči létat také Ing. Otto Hieronymus, který rovněž pracoval ve firmě Laurin & Klement. Hieronymus zkonstruoval první letecký motor této firmy a létal s letounem Blériot, který byl osazen jeho vlastním motorem.
Po skončení první světové války a vzniku Československa se v Mladé Boleslavi konal první letecký den již na podzim roku 1919 opět na Radouči. Tento letecký den symbolizoval počátek nového rozvoje letectví v regionu.
Velký zlom nastal v roce 1926, kdy byla založena místní skupina Masarykovy letecké ligy (MLL). Zájem o letectví v regionu rychle rostl, a to zejména díky podpoře městských a průmyslových činitelů, včetně Václava Klementa, jednoho ze zakladatelů firmy Laurin & Klement. V této době se na Průmyslové škole (ZPŠ) začala formovat letecká výuka, včetně stavby kluzáků a výcviku leteckých mechaniků.
V roce 1932 byl v Mladé Boleslavi založen plachtový odbor MLL, který začal s výcvikem na kluzácích na cvičišti Radouč. Postupem času bylo nutné přenést aktivity na kopec Chlum u Nepřevázky, kde bylo vybudováno nové plachtařské letiště. Toto letiště bylo oficiálně otevřeno v roce 1936.
Po obsazení Německem v roce 1939 letecká činnost v Mladé Boleslavi postupně ustávala. Během války byla letecká aktivita v regionu omezena na minimum, přičemž hangáry na Radouči a Chlumu byly poškozeny a letadla zabavena nebo zničena.

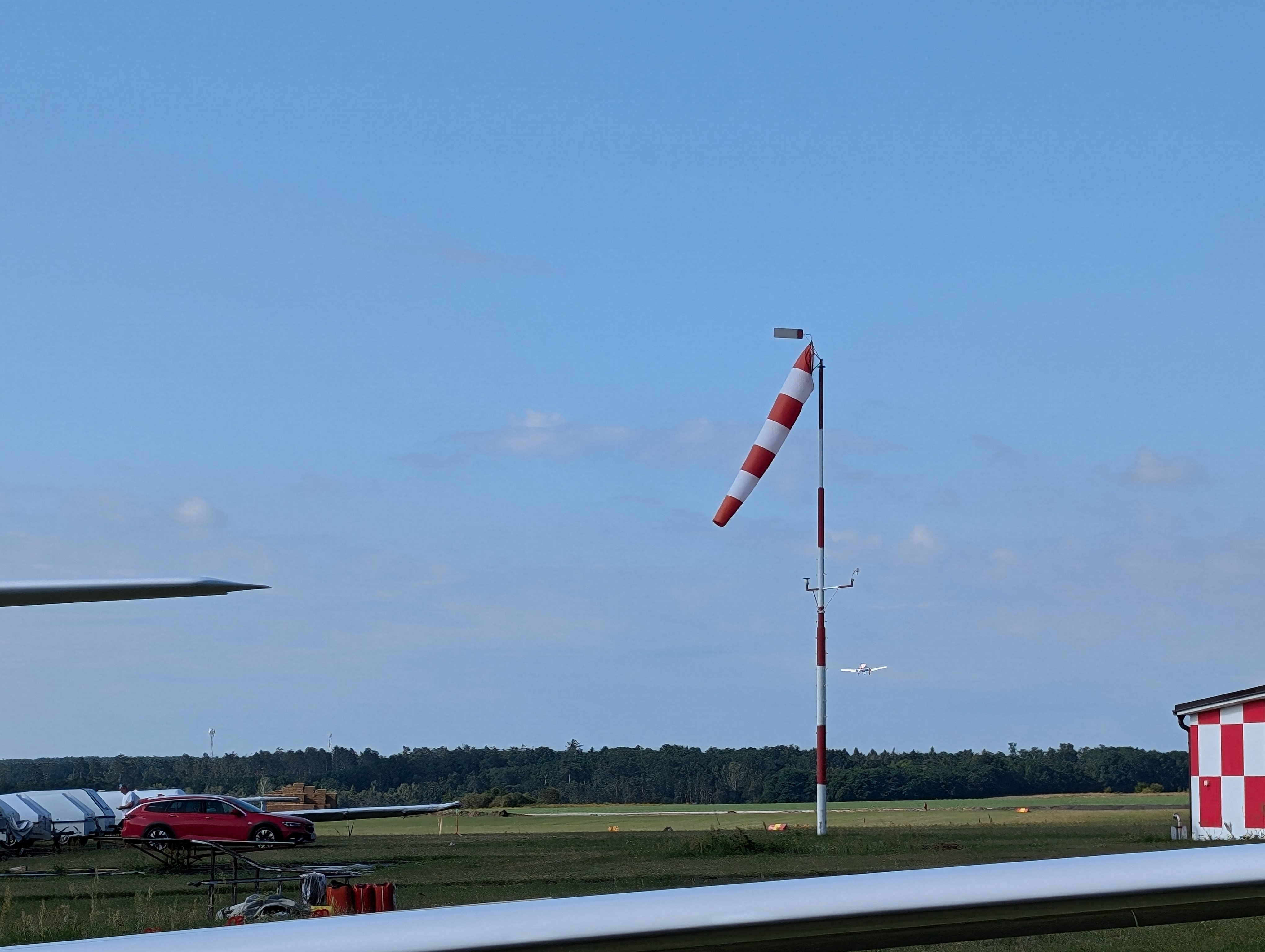
Větrný rukáv na letišti v Mladé Boleslavi

### Obnova po druhé světové válce
Po skončení druhé světové války v roce 1945 se letecká činnost v Mladé Boleslavi postupně obnovovala. Místní aeroklub, nově vzniklý Český národní aeroklub, získal několik kluzáků jako dar od maršála Koněva. Letecké aktivity se přesunuly z Radouče na nové letiště, které bylo vybudováno v roce 1948 na současné lokalitě.
Vznikl také Dělnický aeroklub AZNP (Automobilové závody národní podnik), který hrál klíčovou roli v rozvoji letiště. První hangáry na novém letišti byly postaveny brigádnicky z materiálu získaného z vybombardované automobilky. V roce 1956 postavila armáda nový velký hangár, který je v provozu dodnes.

### Období po roce 1989
Po pádu komunistického režimu v roce 1989 a zrušení organizace Svazarm došlo k významnému oživení letecké činnosti na letišti v Mladé Boleslavi. Aeroklub se osamostatnil a rozšířil své aktivity, zejména v oblasti ultralehkého létání, pro které byly postaveny nové hangáry. Letiště se stalo sídlem Krajského aeroklubu Praha venkov a jeho význam jako centra sportovního letectví v regionu nadále rostl.

### Současnost

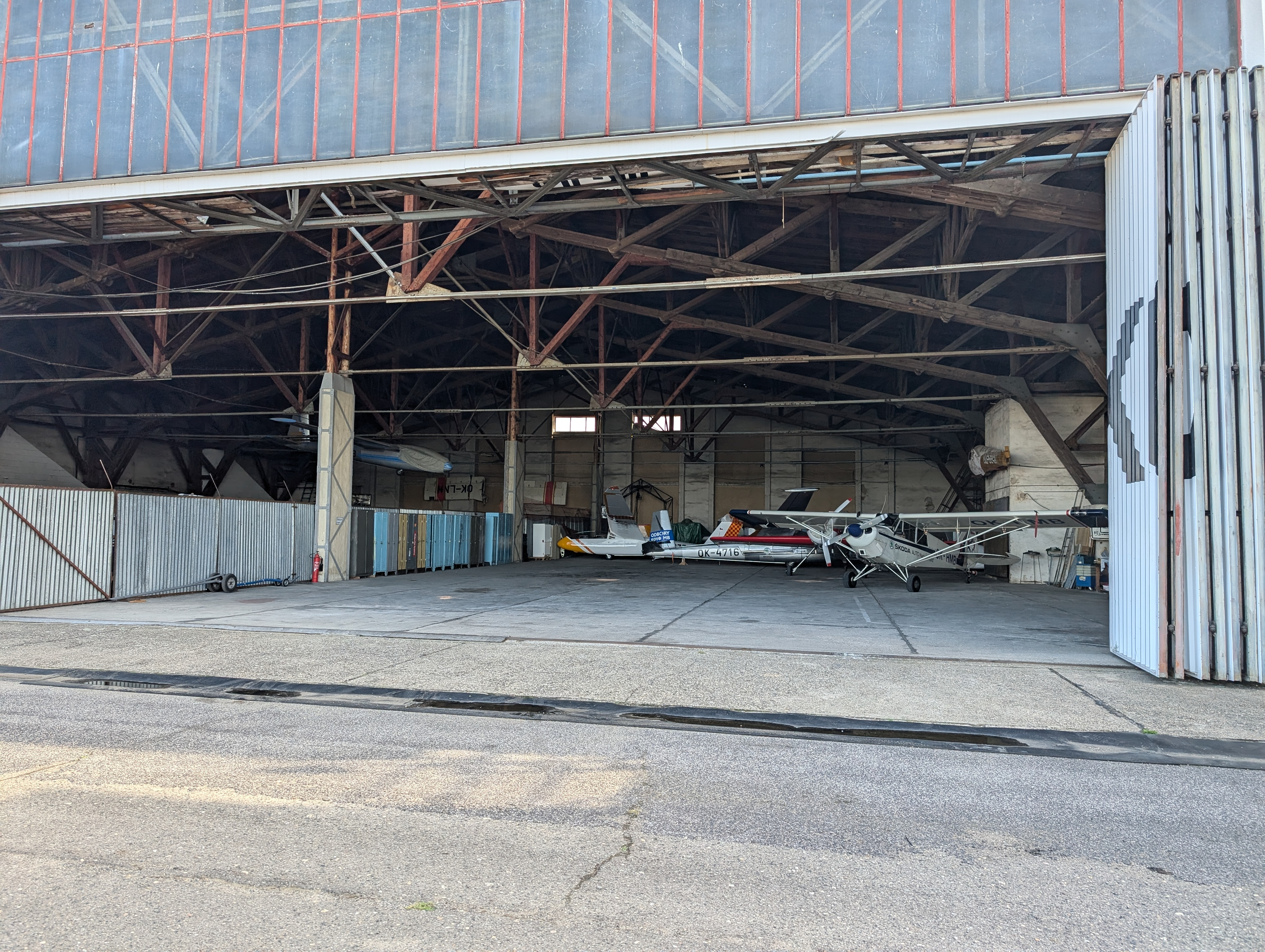
Otevřený hangár na letišti v Mladé Boleslavi

Letiště Mladá Boleslav je centrem sportovního a rekreačního létání. Pravidelně zde probíhají letecké dny, soutěže a další akce pro veřejnost. Areál letiště hostí také Letecké muzeum Metoděje Vlacha.
V současné době letiště slouží jako základna pro sportovní a rekreační létání, letecký výcvik, a je také oblíbeným cílem zahraničních pilotů.

## Letadla na letišti
Letiště Mladá Boleslav je domovem různých typů letadel, která slouží jak pro sportovní a rekreační účely, tak i pro výcvik pilotů a další letecké aktivity. Mezi nejvýznamnější letadla, která zde můžete pravidelně spatřit, patří:
Antonov An-2

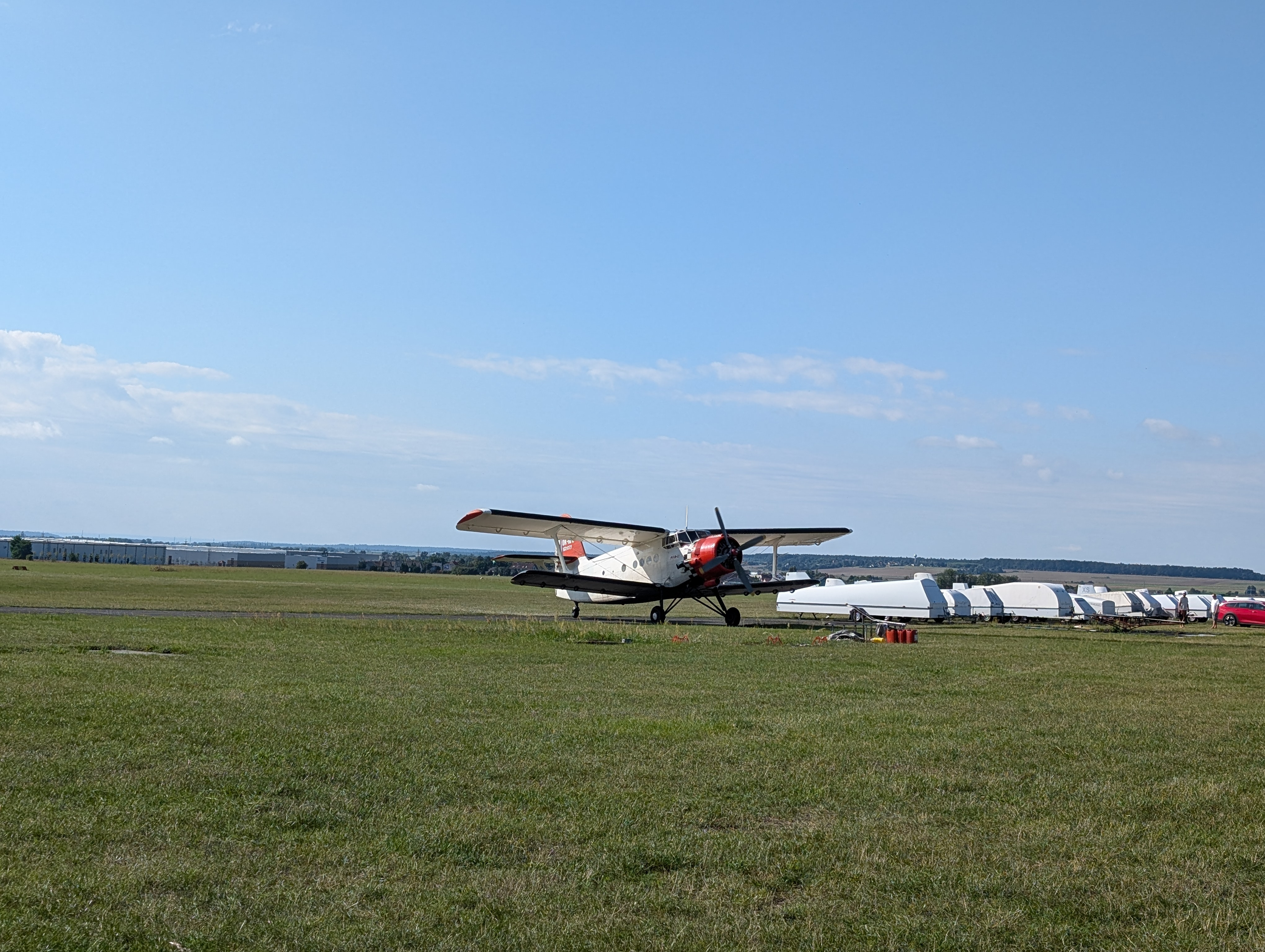
Antonov An-2 na letišti Mladá Boleslav

Tento legendární dvouplošník, známý pod přezdívkou "Andula," je jedním z nejvýraznějších letadel na letišti. Antonov An-2 je používán především pro výsadky parašutistů a účastní se různých leteckých dnů a akcí.
Cessna
Na letišti Mladá Boleslav můžete často vidět několik letadel typu Cessna, která jsou populární mezi soukromými piloty a leteckými školami. Cessny jsou známé svou spolehlivostí a jsou využívány především pro letecký výcvik, rekreační lety a také pro kratší přepravní mise. Jsou oblíbené díky snadnému ovládání a vhodnosti pro různé typy letových podmínek.
Ultralehká letadla (UL)
V posledních letech se letiště stalo centrem pro ultralehké letouny, které zde mají vlastní hangáry a jsou využívány jak pro výcvik, tak i pro rekreační létání. Ultralehká letadla jsou ceněna pro svou dostupnost, nízké provozní náklady a možnost využití pro sportovní a rekreační účely.
Historické letouny
Vedle moderních letadel můžete na letišti spatřit i různé historické stroje, které jsou součástí místního leteckého muzea. Tyto letouny, často pečlivě renovované, připomínají bohatou historii československého a světového letectví.

## Dobový letecký den na letišti Mladá Boleslav
Jednou z nejvýznamnějších a nejoblíbenějších akcí pořádaných na letišti Mladá Boleslav je Dobový letecký den. Tato akce, která se koná již od roku 2002, přitahuje tisíce nadšenců letectví z  České republiky i ze zahraničí. Cílem Dobového leteckého dne je nejen předvést krásu a historii letectví, ale také nabídnout divákům podívanou na leteckou akrobacii a moderní leteckou techniku.

### Historie a tradice
Dobový letecký den vznikl jako oslava historického letectví a jeho bohaté tradice. Program zahrnuje ukázky historických letadel a replik, např. strojů z první a druhé světové války, stejně jako letecké modely.
Jedním z vrcholů akce bývají také ukázky dobové pozemní techniky a scénářově zpracované letecké bitvy.

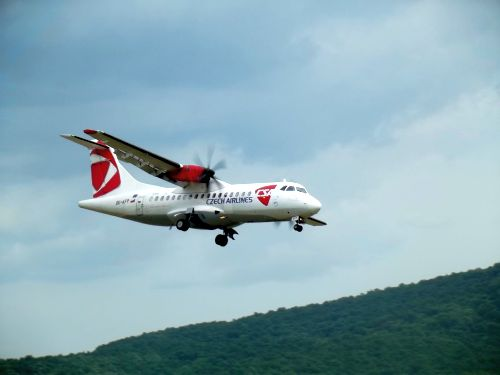
Letoun ATR 42-500 aerolinky ČSA

### Akrobatická vystoupení a moderní technika
Vedle historických strojů se na Dobovém leteckém dni představují také špičkoví piloti s moderními letadly. Program pravidelně zahrnuje vystoupení české akrobatické špičky, včetně známých pilotů jako Martin Šonka.

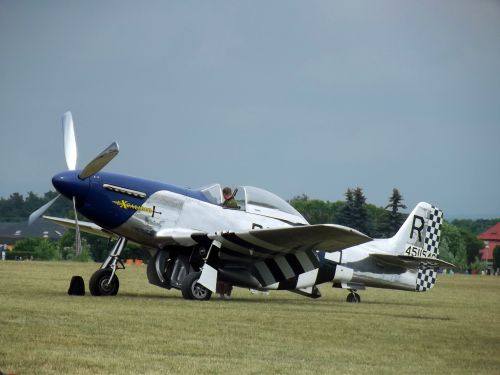
Letoun P-51 Mustang který také byl na akci

V roce 2016 například Dobový letecký den přinesl průlet moderního dopravního letadla ATR 42-500 a vojenského transportního letounu CASA, které doplnily dvě stíhačky JAS 39 Gripen. 